# Sergio Siracusa
Sergio Siracusa, italijanski general, * 1937.
V svoji vojaški karieri je bil vojaški atašeji v Washingtonu, poveljnik 3. raketne brigade, direktor SISMI, poveljujoči general Korpusa karabinjerjev,...